# Protea gaguedi
Protea gaguedi är en tvåhjärtbladig växtart. Protea gaguedi ingår i släktet Protea och familjen Proteaceae.

## Underarter
Arten delas in i följande underarter:
- P. g. gaguedi
- P. g. laetans